# William Terrell

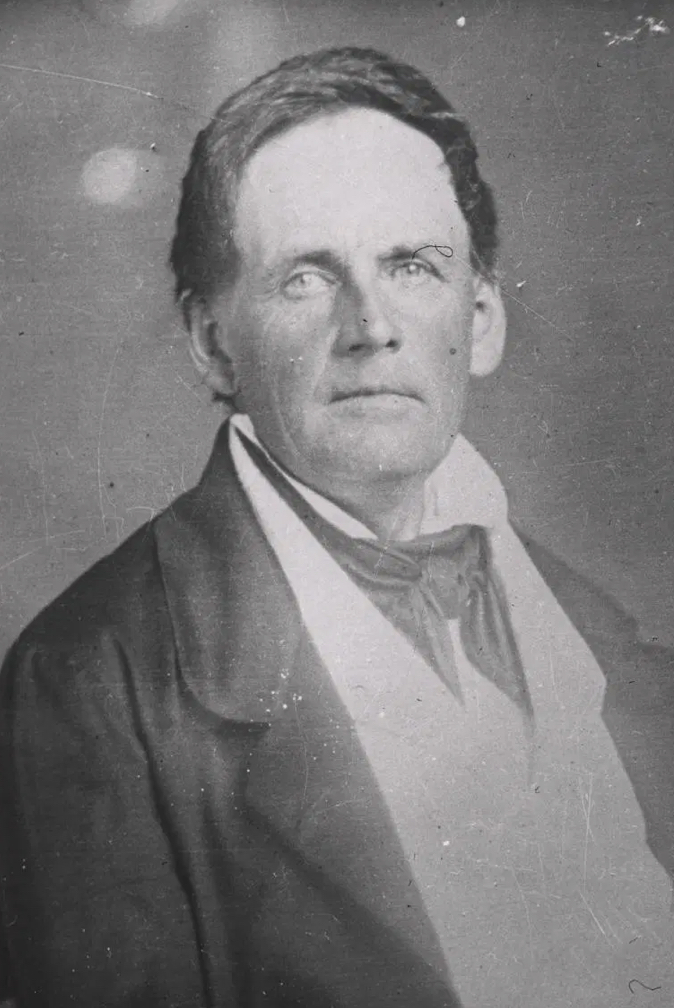
William Terrell (1852)

William Terrell (* 1788 im Fairfax County, Virginia; † 4. Juli 1855 in Sparta, Georgia) war ein US-amerikanischer Politiker. Von 1817 bis 1821 vertrat er den Bundesstaat Georgia im US-Repräsentantenhaus.

## Werdegang
Weder das genaue Geburtsdatum noch der Geburtsort von William Terrell sind bekannt. Sicher ist nur, dass er im Jahr 1788 im Fairfax County in Virginia geboren wurde. Schon früh zog er mit seinen Eltern nach Georgia, wo er eine gute Schulausbildung erhielt. Anschließend studierte Terrell an der University of Pennsylvania in Philadelphia Medizin. Nach seiner Zulassung als Arzt begann er in Sparta (Georgia) in seinem neuen Beruf zu praktizieren.
Terrell war Mitglied der von Präsident Thomas Jefferson gegründeten Demokratisch-Republikanischen Partei. Zwischen 1810 und 1813 saß er als Abgeordneter im Repräsentantenhaus von Georgia. Außerdem bekleidete er verschiedene lokale Ämter in seiner Heimat. Bei den staatsweit abgehaltenen Kongresswahlen des Jahres 1816 wurde er für das sechste Abgeordnetenmandat von Georgia in das US-Repräsentantenhaus in Washington, D.C. gewählt, wo er am 4. März 1817 die Nachfolge von Thomas Telfair antrat. Nach einer Wiederwahl im Jahr 1818 konnte er bis zum 3. März 1821 zwei Legislaturperioden im Kongress absolvieren.
1820 verzichtete William Terrell auf eine erneute Kandidatur für das US-Repräsentantenhaus. Stattdessen zog er sich aus der Politik zurück. In den folgenden Jahren praktizierte er wieder als Arzt. Er starb am 4. Juli 1855 in Sparta und wurde dort auch beigesetzt.
Nach ihm ist Terrell County in Georgia benannt.